# Theoderich von Reims
Theoderich von Reims (* 5. Jahrhundert oder 6. Jahrhundert im Fränkischen Reich; † 1. Juli 533 in Mont d’Or bei Reims) ist ein katholischer Heiliger, dessen Gedenktag am 1. Juli begangen wird.
Der französische Name lautet Thierry (zu „Theoderich“, „Theodericus“, frz. auch „Théodéric“). Namensträger der deutschen Vornamen Dietrich oder Dirk können am 1. Juli Namenstag feiern.
St. Theoderich entsagte am Tage seiner geplanten Hochzeit dem weltlichen Leben, wurde Schüler des Remigius von Reims und Kleriker und zog sich später in das Kloster St. Bartholomäus auf dem Mont d’Or bei Reims zurück, dessen erster Abt er war. Er starb am 1. Juli 533 in Mont d’Or.
Der heilige Dietrich ist Schutzpatron gegen Fieber und Patron der Stadt Reims.
Darstellung: als Abt; Attribut: Adler, der ihm der Legende nach den Ort zeigte, an dem er das Kloster gründen sollte.